# Бейбалаев, Вугар Бейбала оглы
Вугар Бейбала оглы Бейбалаев (азерб. Bəybalayev Vüqar Bəybala oğlu; 5 августа 1993, Сумгаит, Азербайджан) — азербайджанский футболист, амплуа — полузащитник.

## Биография
Вугар начал заниматься футболом в возрасте 9 лет в родном городе Сумгаите, в детской футбольной секции клуба «Гянджларбирлийи». Через полтора года переходит в ДЮСШ города Сумгаита, куда его приглашает наставник ФК «Сумгаит» Тофик Рзаев. Обучается в данной школе в течение 6 лет.

## Клубная карьера

### Азербайджан

#### Чемпионат
Вугар Бейбалаев является воспитанником ФК «Баку». Впервые был приглашен на недельные сборы клуба наставником Максадом Ягубалиевым в 2010 году. Успешно пройдя просмотр, в течение одного сезона выступает за юношескую команду бакинцев U-17. Далее, проводит пол сезона в дубле «Баку», где его тренером является Гахраман Алиев.
В 2011 году футболист, на правах аренды переходит в клуб первого дивизиона чемпионата Азербайджана — клуб «Локомотив-Баладжары» из бакинского поселка Баладжары, с которым заключает контракт по системе 1+1. Проведя в клубе один сезон, устанавливает абсолютный рекорд, выйдя на поле во всех 28 матчах по 90 минут.
В 2012 году возвращается вновь в дубль ФК «Баку», где проводит пол сезона. В январе 2013 года, во время зимнего трансферного окна, на правах аренды переходит в товузский «Туран», выступающий в первом дивизионе. В провинциальной команде также проводит пол сезона.
Летом 2013 года футболист начинает своё выступление в премьер-лиге Азербайджана, в основном составе клуба, воспитанником которого и является — ФК «Баку».

#### Кубок
В 2011 году, будучи игроком ФК «Локомотив-Баладжары», провел в Кубке Азербайджана одну игру.
| № | Дата            | Раунд                     | Клуб                  | Соперник  | Лига         | Итог  |
| - | --------------- | ------------------------- | --------------------- | --------- | ------------ | ----- |
| 1 | 26 октября 2011 | Первый раунд — 1/8 финала | «Локомотив-Баладжары» | «Сумгаит» | Премьер-лига | 0 : 2 |

### Франция
В конце декабря 2013 года руководство ФК «Баку» объявило о том, что Вугар Бейбалаев, наряду с Ульви Сулеймановым, Махиром Мадатовым, Ниджатом Аскеровым и Валехом Сейидовым, в начале 2014 года перейдут во французский клуб «Ланс», совладельцем и президентом которого является азербайджанский бизнесмен, президент футбольного клуба «Баку» Хафиз Мамедов. На первый матч сезона 2013/2014 игроки клуба вышли в футболках с надписью «Azerbaijan Land of Fire».

## Сборная Азербайджана
В 2009 году был приглашен на учебно-тренировочные сборы юношеской сборной Азербайджана до 19 лет.